# Ilves (hockey sur glace)
Ilves, en finnois Tampereen Ilves en finnois, ilves signifiant lynx, est un club sportif finlandais basé à Tampere et fondé en 1931. Ilves est un club omnisports et bien  que possédant des équipes de football, floorball, futsal et de ringuette, il est surtout connu pour son club de hockey sur glace qui évolue dans le championnat élite de Finlande, la Suomenmestaruus-liiga souvent abrégée en SM-liiga. Ses matchs à domicile se déroulent dans la Nokia Arena.

## Palmarès
- SM-sarja : 1936, 1937, 1938, 1945, 1946, 1947, 1950, 1951, 1952, 1957, 1958, 1960, 1962, 1966 et 1972
- Championnat de Finlande : 1985
- Suomen Cup : 1958, 1971
- Coupe d'Europe des clubs champions de hockey sur glace féminin : 2011

## Joueurs

### Numéros retirés

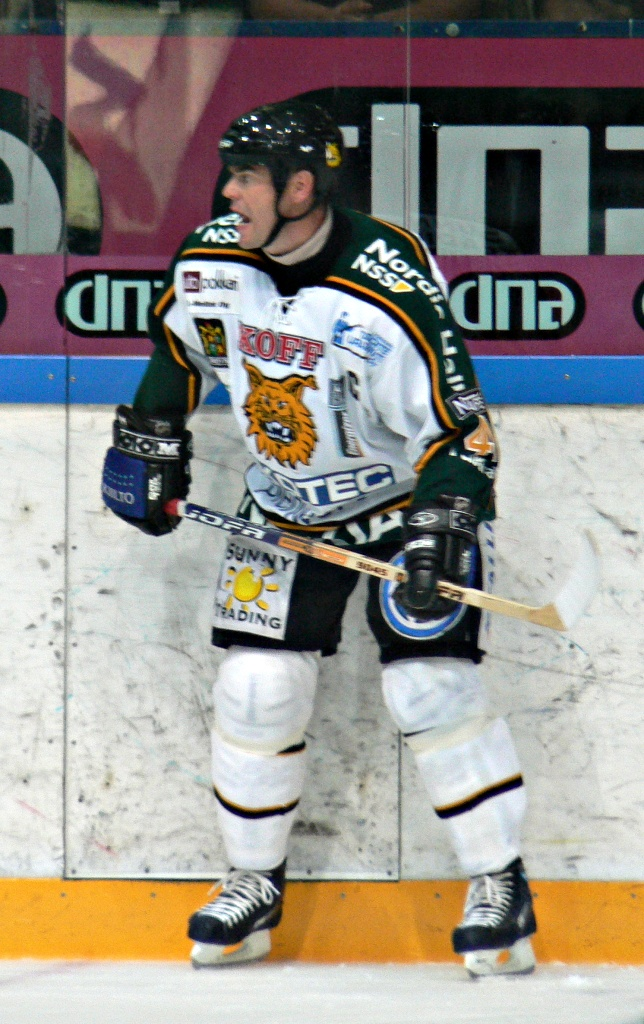
Raimo Helminen avec le maillot blanc d'Ilves.

Cette section présente la liste des numéros retirés par l'équipe de Tampere. Plus aucun joueur ne peut porter par la suite les numéros en question :
- 2 - Jarmo Wasama. Cinq fois cité dans l'équipe type de la saison en tant que défenseur, il remporte deux titres de champion de Finlande dont un à titre posthume après être mort à la suite d'un accident de voiture en rentrant de l'entraînement[2].
- 7 - Aarne Honkavaara. Honkavaara joue onze saisons avec Ilves et remporte sept titres de champion de Finlande en tant que joueur. Il devient par la suite entraîneur de l'équipe de Tampere et remporte trois nouveaux sacres[3].
- 13 - Risto Jalo
- 14 - Lasse Oksanen. Oksanen remporte trois titres de Finlande avec les Ilves entre 1960 et 1975, est nommé neuf fois dans l'équipe type de la saison, est nommé une fois meilleur joueur finlandais et remporte le titre de meilleur pointeur de Finlande une fois.
- 16 - Jorma Peltonen
- 24 - Veikko Suominen. Le numéro n'est plus utilisé même s'il n'est pas officiellement retiré.
- 30
- 41 - Raimo Helminen

### Meilleurs joueurs
Cette section reprend la liste des joueurs ayant terminé meilleur pointeur de la saison pour l'ensemble du championnat.
- Jaakko Tiitola en 1934
- Jussi Tiitola en 1935, 1936 et 1937
- Aarne Honkavaara en 1946, 1948, 1950 et 1951
- Jorma Salmi en 1957, 1958 et 1959
- Raimo Kilpiö en 1961
- Jorma Peltonen en 1966, 1968, 1969, 1970 et 1972
- Raimo Summanen en 1989 et 1990
- Peter Larsson en 1998
- Steve Kariya en 2005

### Effectifs champions
| Joueur             | Poste | PJ | B  | A | Pts | Pun |
| ------------------ | ----- | -- | -- | - | --- | --- |
| Jussi Tiitola      | A     | 6  | 10 | 0 | 10  | 0   |
| Matti Wasama       | A     | 6  | 6  | 0 | 6   | 0   |
| Risto Tiitola      | A     | 6  | 1  | 4 | 5   | 0   |
| Feyzi Ahsen-Böre   | A     | 6  | 1  | 0 | 1   | 0   |
| Risto Lindroos     | D     | 6  | 0  | 1 | 1   | 1   |
| Naim Nasib         | A     | 6  | 0  | 0 | 0   | 0   |
| Murat Ahsen-Böre   | A     | 6  | 0  | 0 | 0   | 0   |
| Erkki Rintala      | A     | 6  | 0  | 0 | 0   | 0   |
| Jaakko Huhti (en)  | A     | 6  | 0  | 0 | 0   | 0   |
| Kalevi Sutinen     | D     | 6  | 0  | 0 | 0   | 0   |
| Lasse Melart (en)  | D     | 6  | 0  | 0 | 0   | 1   |
| Teuvo Castren (en) | G     | 6  | 0  | 0 | 0   | 0   |

| Joueur             | Poste | PJ | B  | A | Pts | Pun |
| ------------------ | ----- | -- | -- | - | --- | --- |
| Jussi Tiitola      | A     | 6  | 11 | 3 | 14  | 0   |
| Matti Wasama       | A     | 6  | 4  | 2 | 6   | 0   |
| Risto Tiitola      | A     | 6  | 2  | 2 | 4   | 0   |
| Erkki Rintala      | A     | 6  | 2  | 0 | 2   | 0   |
| Risto Lindroos     | D     | 5  | 1  | 1 | 2   | 0   |
| Feyzi Ahsen-Böre   | A     | 5  | 1  | 0 | 1   | 0   |
| Jaakko Huhti (en)  | A     | 3  | 1  | 0 | 1   | 0   |
| Murat Ahsen-Böre   | A     | 6  | 0  | 1 | 1   | 0   |
| Seppo Jaakkola     | D     | 6  | 0  | 0 | 0   | 0   |
| Naim Nasib         | A     | 4  | 0  | 0 | 0   | 0   |
| Teuvo Castren (en) | G     | 6  | 0  | 0 | 0   | 0   |

| Joueur             | Poste | PJ | B | A | Pts | Pun |
| ------------------ | ----- | -- | - | - | --- | --- |
| Matti Wasama       | A     | 4  | 5 | 2 | 7   | 0   |
| Risto Tiitola      | A     | 4  | 2 | 2 | 4   | 0   |
| Jussi Tiitola      | A     | 4  | 2 | 1 | 3   | 0   |
| Erkki Rintala      | A     | 4  | 2 | 1 | 3   | 0   |
| Murat Ahsen-Böre   | A     | 4  | 2 | 0 | 2   | 0   |
| Feyzi Ahsen-Böre   | A     | 4  | 1 | 1 | 2   | 0   |
| Seppo Jaakkola     | D     | 4  | 0 | 1 | 1   | 0   |
| Kalevi Sutinen     | D     | 3  | 0 | 0 | 0   | 0   |
| Naim Nasib         | A     | 1  | 0 | 0 | 0   | 0   |
| Teuvo Castren (en) | G     | 3  | 0 | 0 | 0   | 0   |

| Joueur            | Poste | PJ | B | A | Pts | Pun |
| ----------------- | ----- | -- | - | - | --- | --- |
| Osmo Huhti (en)   | A     | 7  | 8 | 2 | 10  | 0   |
| Aarne Honkavaara  | A     | 3  | 7 | 3 | 10  | 0   |
| Matti Rintakoski  | A     | 7  | 5 | 3 | 8   | 0   |
| Lofti Nasib (en)  | A     | 7  | 3 | 2 | 5   | 0   |
| Pentti Isotalo    | D     | 7  | 2 | 1 | 3   | 0   |
| Henry Kvist       | D     | 7  | 2 | 0 | 2   | 0   |
| Teuvo Hellen (en) | D     | 8  | 1 | 0 | 1   | 0   |
| Eero Saari (en)   | A     | 7  | 1 | 0 | 1   | 0   |
| Kalle Havulinna   | A     | 1  | 1 | 0 | 1   | 0   |
| Jukka Wuolio      | A     | 6  | 0 | 1 | 1   | 0   |
| Feyzi Ahsen-Böre  | A     | 1  | 0 | 0 | 0   | 0   |
| Stig Alander (en) | D     | 1  | 0 | 0 | 0   | 0   |
| Tero Jaakkola     | A     | 1  | 0 | 0 | 0   | 0   |
| Veikko Kuula      | A     | 1  | 0 | 0 | 0   | 0   |
| Juhani Linkosuo   | G     | 7  | 0 | 0 | 0   | 0   |

| Joueur            | Poste | PJ | B  | A  | Pts | Pun |
| ----------------- | ----- | -- | -- | -- | --- | --- |
| Aarne Honkavaara  | A     | 8  | 25 | 10 | 35  | 0   |
| Matti Rintakoski  | A     | 8  | 19 | 2  | 21  | 0   |
| Kalle Havulinna   | A     | 8  | 12 | 4  | 16  | 0   |
| Lofti Nasib (en)  | A     | 8  | 11 | 4  | 15  | 0   |
| Osmo Huhti (en)   | A     | 7  | 11 | 2  | 13  | 0   |
| Teuvo Hellen (en) | D     | 8  | 10 | 0  | 10  | 0   |
| Pentti Isotalo    | D     | 8  | 8  | 1  | 9   | 0   |
| Henry Kvist       | D     | 7  | 4  | 0  | 4   | 0   |
| Eero Saari (en)   | A     | 8  | 3  | 0  | 3   | 0   |
| Juhani Linkosuo   | G     | 8  | 0  | 0  | 0   | 0   |

| Joueur              | Poste | PJ | B  | A | Pts | Pun |
| ------------------- | ----- | -- | -- | - | --- | --- |
| Aarne Honkavaara    | A     | 8  | 25 | 9 | 34  | 0   |
| Osmo Huhti (en)     | A     | 8  | 17 | 3 | 20  | 0   |
| Kalle Havulinna     | A     | 7  | 9  | 4 | 13  | 0   |
| Lofti Nasib (en)    | A     | 8  | 6  | 4 | 10  | 0   |
| Teuvo Hellen (en)   | D     | 8  | 4  | 0 | 4   | 0   |
| Pentti Isotalo      | D     | 8  | 3  | 1 | 4   | 0   |
| Jukka Wuolio        | A     | 8  | 3  | 0 | 3   | 0   |
| Harry Honkanen (en) | A     | 1  | 0  | 3 | 3   | 0   |
| Eero Saari (en)     | A     | 8  | 2  | 0 | 2   | 0   |
| Henry Kvist         | D     | 2  | 1  | 0 | 1   | 0   |
| Juhani Linkosuo     | G     | 8  | 0  | 0 | 0   | 0   |